# Sefro
Sefro település Olaszországban, Marche régióban, Macerata megyében. Lakosainak száma 433 fő (2023. január 1.). Sefro Camerino, Fiuminata, Pioraco és Serravalle di Chienti községekkel határos.

## Népesség
A település lakossága az elmúlt években az alábbi módon változott:
| Lakosok száma | 419  | 407  | 433  |
|               | 2017 | 2018 | 2023 |